# Dacnis à ventre jaune
Dacnis flaviventer
Espèce
Statut de conservation UICN

 LC  : Préoccupation mineure
Le Dacnis à ventre jaune (Dacnis flaviventer) est une espèce de passereaux de la famille des Thraupidae.

## Répartition
Cet oiseau vit dans les régions amazoniennes de la Colombie, l'Équateur, le Pérou, la Bolivie et le Brésil (sauf les Guyanes) et aussi la région du fleuve Orénoque, à l'Est du Venezuela.

## Habitat
Il habite la canopée des forêts humides tropicales et subtropicales en plaine.

## Systématique
Le nom valide complet (avec auteur) de ce taxon est Dacnis flaviventer d'Orbigny & Lafresnaye, 1837.
Ce taxon porte en français le nom vernaculaire ou normalisé suivant : Dacnis à ventre jaune.